# Idiocerus lituratus
Idiocerus lituratus, auch als Grauweiden-Winkerzikade bekannt, ist eine Zwergzikade aus der Unterfamilie der Winkerzikaden (Idiocerinae).

## Merkmale
Die Zikaden werden 5,5–6,5 mm lang. Die bräunlich-schwarz-weiß gemusterte Zikade besitzt ein helles Gesichtsfeld. Das Scutellum besitzt an der Basis drei größere schwarze Dreiecke. 
Eine dunkle Binde verläuft quer über die Vorderflügel. Diese ist gesäumt von zwei schmalen hellen Querbinden, welche weiße Flügeladern aufweisen.

## Vorkommen
Die Art ist in weiten Teilen Europas vertreten. Auf den Britischen Inseln ist die Art weit verbreitet.

## Lebensweise
Idiocerus lituratus findet man an verschiedenen Weiden (Salix), insbesondere an Kriech-Weide (Salix repens) und Bruch-Weide (Salix fragilis). Die Zikaden saugen an Blättern und Stängeln dieser Bäume.
Die Imagines einer Generation fliegen gewöhnlich von Juli bis in den November.